# راشتنباخ
راشتنباخ (به آلمانی: Rechtenbach) یک شهر در آلمان است که در ماین-اشپسارت واقع شده‌است.